# L’Animale
L’Animale ist ein österreichisches Coming-of-Age-Drama von Katharina Mückstein. Die Premiere erfolgte am 18. Februar 2018 im Rahmen der Berlinale 2018, wo der Film in die Sektion Panorama eingeladen wurde. Der österreichische Kinostart erfolgte am 16. März 2018.

## Handlung
Sommer, in der österreichischen Provinz: Mati steht kurz vor ihrer Matura-Prüfung. Sie lebt mit ihrem Vater Paul, einem Baugutachter, und ihrer Mutter Gabi, einer Tierärztin, in einem noch im Bau befindlichen, luxuriösen Einfamilienhaus. Mati soll nach der bestandenen Matura nach Wien gehen und wie ihre Mutter Veterinärmedizin studieren. In ihrer Freizeit hilft sie in der Tierarztpraxis der Mutter aus und hängt am liebsten mit Jungs ab. Gegen diese fährt sie Motocross-Rennen in einem Steinbruch, darunter auch Sebi, der Sohn des örtlichen Milchbauern Grexi. Mati und Sebi sind zusammen aufgewachsen und Sebi ist heimlich in sie verliebt. Gleichzeitig dealt er heimlich mit Drogen und beide verbringen mit ihren Freunden ausgelassene Nächte in der örtlichen Disco.
Als Mati und Sebi mit ihren Freunden eine Mitschülerin, eine frühere Ex-Freundin eines Cliquen-Mitglieds, auf dem Nachhauseweg schikanieren, erfährt diese unerwartet Hilfe durch Carla. Mati ist auf Anhieb fasziniert von dem ein paar Jahre älteren, taffen Mädchen. Carla lebt allein und jobbt im örtlichen Supermarkt, um ihre Matura nachholen zu können. Wenig später treffen sie sich durch Zufall wieder, als Carla ihre Katze in die Tierarztpraxis bringt. Beide freunden sich miteinander an, konsumieren Drogen und verbringen viel Zeit miteinander. Bald schon empfindet Mati mehr für Carla. Zum Ärger der Mutter beginnt Mati, ihre geplante berufliche Zukunft zu hinterfragen.
Währenddessen beginnt es in der Ehe von Matis Eltern zu kriseln. Vater Paul sehnt sich heimlich nach Sex mit Männern und lebt erste erotische Phantasien mit einem Squash-Partner im Fitnesscenter aus. Als Matis Mutter Gabi durch Zufall dahinterkommt, behält sie die Entdeckung für sich. Sie beginnt ihre Ehe zu hinterfragen und hat Sex mit Grexi, Sebis Vater.
Paul wiederum, der sich seine Homosexualität nicht eingestehen kann, lernt auf der Arbeit den jüngeren Andi kennen. Er folgt dessen Einladung zu einer nächtlichen Party am See mit weiteren schwulen Freunden. Als beide zu einer entfernten Insel schwimmen, geht Andi nicht auf Pauls Avancen ein, da er mit Männern, die sich nicht geoutet haben, nichts anfangen möchte. Enttäuscht bleibt Paul auf der Insel zurück und wird erst nach Stunden von Andi und einem Freund per Boot zurückgebracht.
Mati lässt einen Annäherungsversuch Sebis unbeantwortet. Als er bemerkt, dass Mati mit Carla die Nacht verbracht hat, anstatt, wie vorgegeben, zu Hause für die Matura zu lernen, reagiert er eifersüchtig. Er verhält sich daraufhin Mati gegenüber feindselig und hetzt die Clique dazu auf, mit Mati in den Supermarkt zu fahren, wo Carla arbeitet. Dort lässt Sebi absichtlich Alkoholflaschen fallen und fordert Mati auf, es ihm gleichzutun. Mati kann sich unter dem Druck von Sebi und zwei weiteren Cliquen-Mitgliedern nicht zu Carla bekennen und zerstört zahlreiche Alkoholflaschen. Carla will daraufhin die enge Freundschaft zu Mati beenden. Sie wird aber von Mati umgestimmt, als diese nachts vor ihrem Haus steht und um Einlass bittet.
Stunden später versucht der enttäuschte Sebi nach einer Nacht in der Disco mit seinen Freunden in Carlas Haus einzubrechen. Mati und Carla flüchten verängstigt in den Wald und suchen Schutz in einer Höhle. Am nächsten Morgen kehrt Paul zu seiner Frau zurück. Er fängt im Bett an zu weinen und wird von seiner Frau getröstet. Mati schreibt ihre Matura-Prüfung und gibt als Erste ihre Arbeit ab.

## Produktion

### Stab und Finanzierung

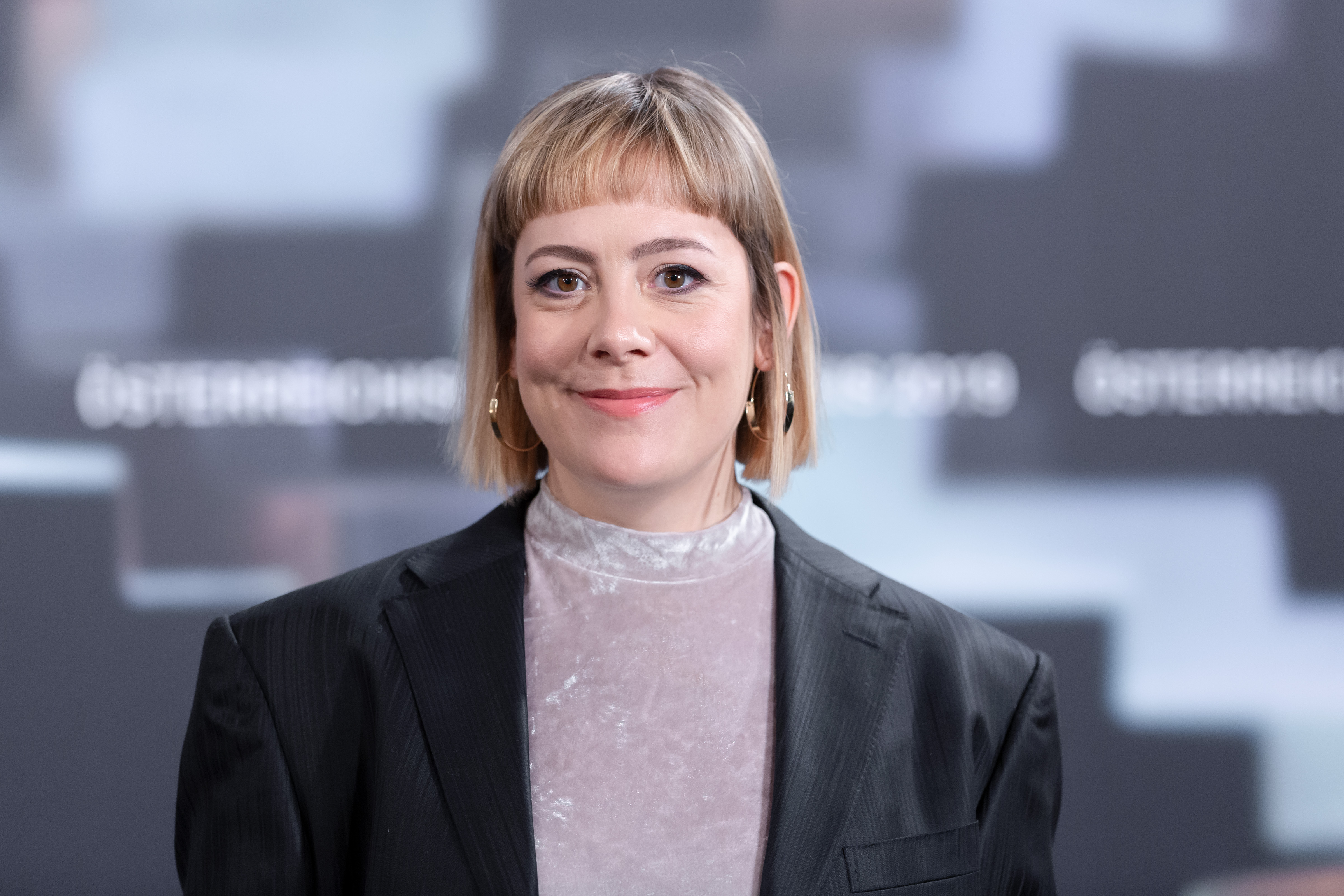
Regie: Katharina Mückstein (2019)

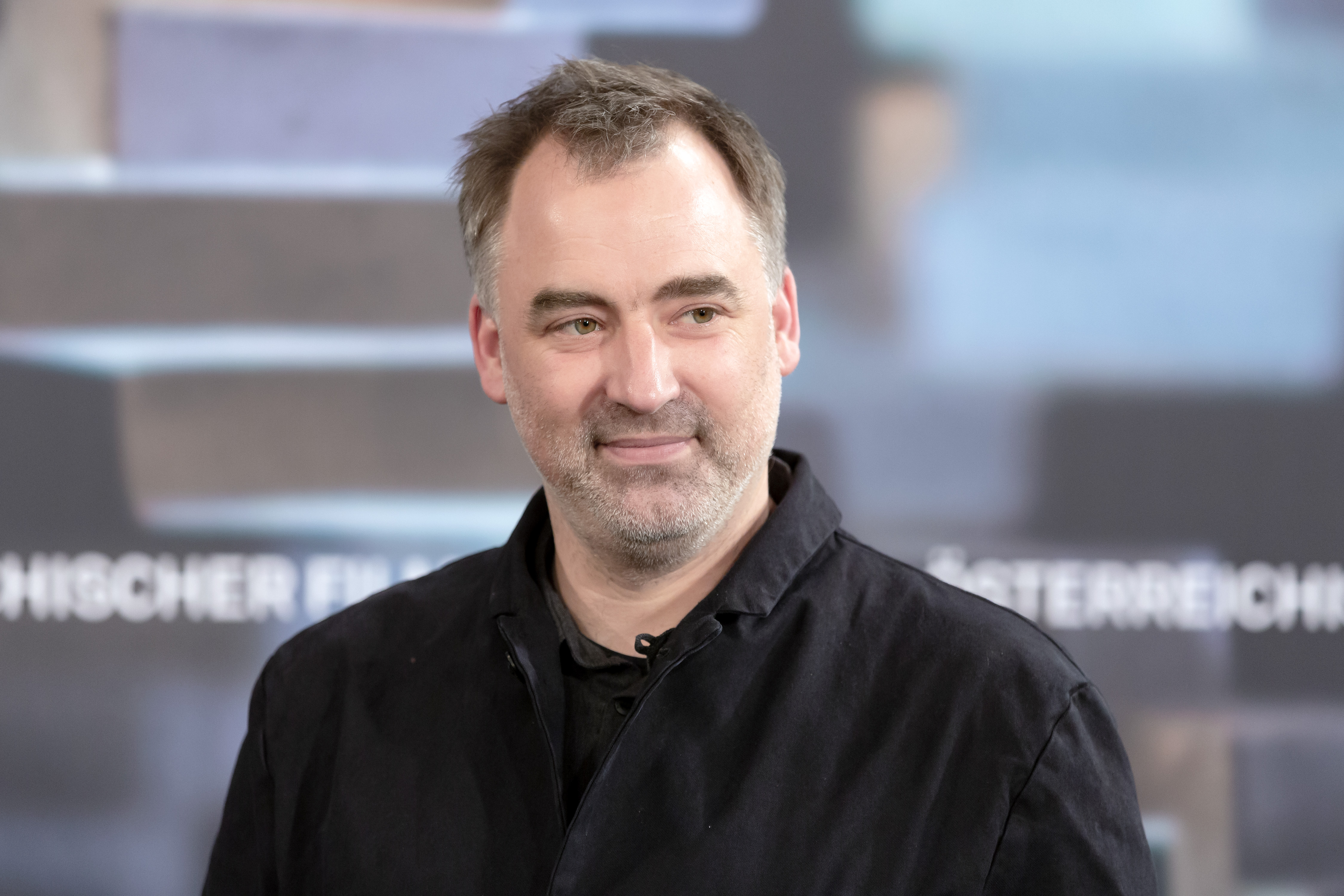
Musik: Bernhard Fleischmann (2019)

Regie führte Katharina Mückstein, die auch das Drehbuch zum Film schrieb. Die Filmmusik wurde von Bernhard Fleischmann komponiert.
Produziert wurde der Film von der Nikolaus Geyrhalter Filmproduktion, Koproduzent war die La Banda Film. Für das Kostümbild zeichnete Monika Buttinger verantwortlich, für das Szenenbild Katharina Haring und für den Ton Hjalti Bager-Jonathansson.
Das Österreichische Filminstitut förderte den Film mit 671.000 Euro, der Filmfonds Wien gewährte 493.400 Euro für die Produktion. Weitere Unterstützung erhielt der Film durch das ORF-Film/Fernsehabkommen, von FISA – Filmstandort Austria und vom Land Niederösterreich.

### Filmtitel und Thema
L’Animale, der Titel des Films, bezieht sich auf das gleichnamige Lied des italienischen Sängers Franco Battiato aus dem Jahr 1985. Mückstein hörte das ihr bekannte L’Animale zufällig während der Arbeit am Skript. Ihr fiel auf, dass ihre Figuren auch dieses Lied singen könnten, da es das zentrale Thema des Films besingt. „Battiato singt vom Tier in sich, betrachtet es aber nicht als etwas Triebgesteuertes, sondern vielmehr als etwas Intuitives, etwas komplett Authentisches, das sich nicht verstellen kann. Er wirft auch einen ironischen Blick auf das Tier, weil es ständig etwas will, das er aber nicht will oder nicht wollen soll. Zugleich weiß er, dass das Tier sich am Ende immer durchsetzt“, so Mückstein.
Battiatos Lied findet direkt in der entscheidenden Nacht vor Matis Matura Verwendung. Mati, ihre Eltern, Sebi und Carla beginnen es in dem Moment mitzusingen, in dem sich alle gehen lassen können. Mückstein wollte die Musik nicht manipulativ einsetzen.

### Besetzung

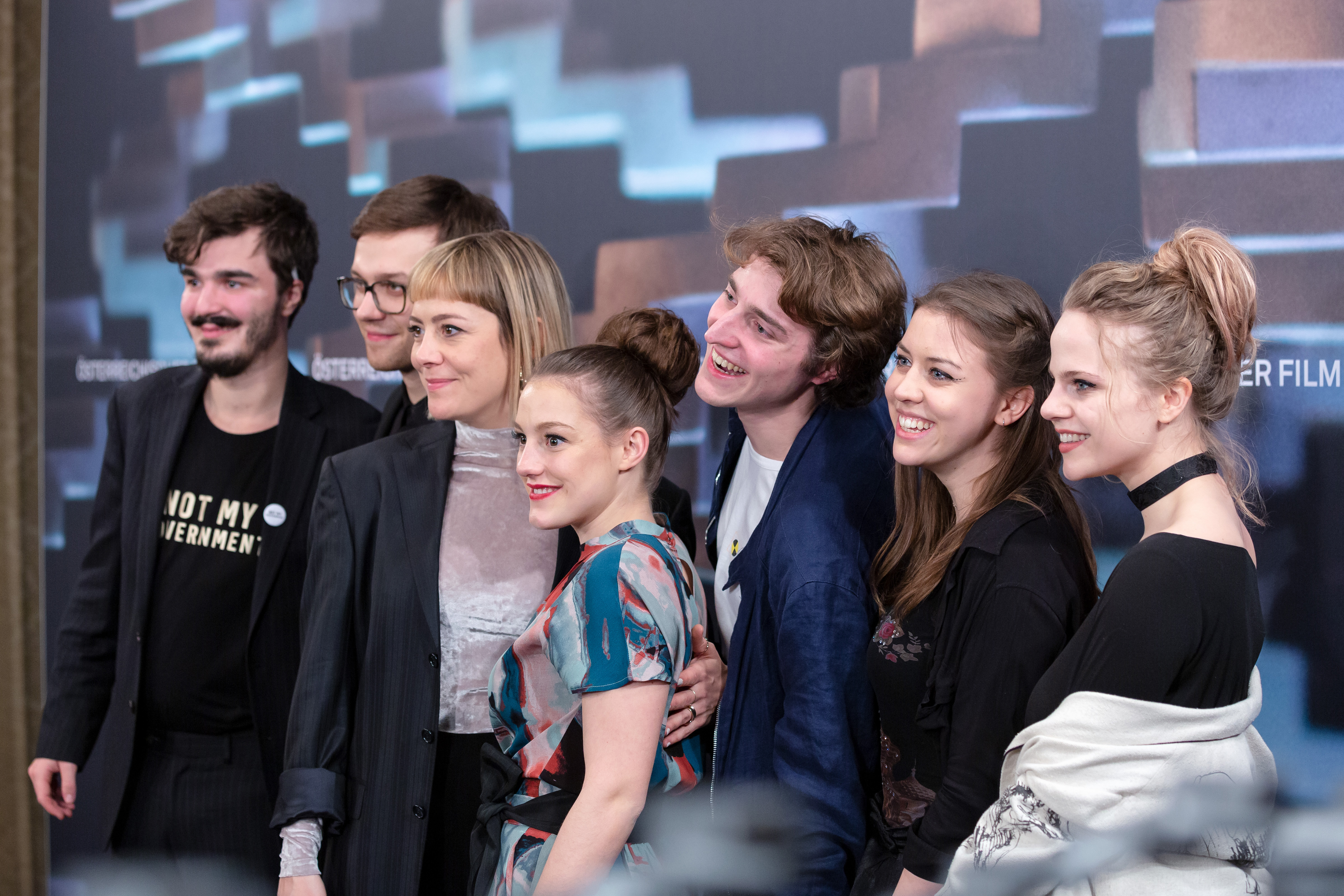
Mückstein mit Sophie Stockinger und weiteren Darstellerinnen und Darstellern (2019)

Die Hauptrolle der 18-jährigen Mati schrieb Mückstein eigens für Sophie Stockinger, die mit einem Körpertraining, Dialektcoaching und Mopedtraining auf die Rolle vorbereitet wurde. Stockinger sagte: „Die Herausforderung daran ist auch, dass die Rolle sehr weit weg von mir selber als Person ist. Klar gibt’s kleine Gemeinsamkeiten oder Dinge die man aus dem eigenen Leben kennt, aber die Grundcharakterzüge sind sehr unterschiedlich.“
Lukas Johne spielt Hannes, Lisa-Caroline Nemec übernahm die Rolle von Lisa, Dominic Marcus Singer spielt Kogler und Marcel Wegscheider Fabian. In weiteren Rollen sind Kathrin Resetarits, Dominik Warta, Thomas Otrok, Julia Franz Richter, Jack Hofer, Lucia Zamora Campos und Simon Morzé zu sehen.

### Dreharbeiten

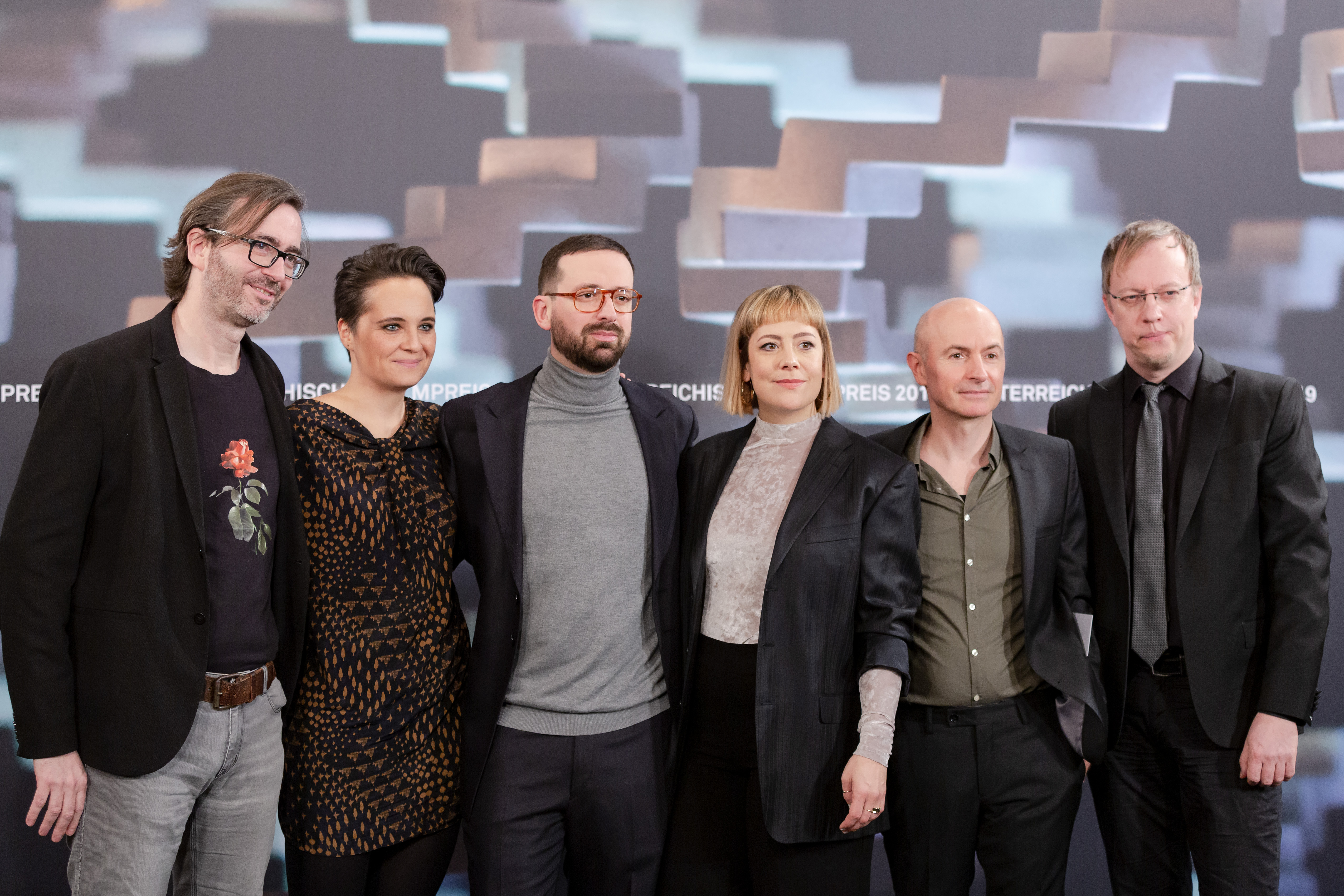
Ein Teil des Produktionsteams (2019)

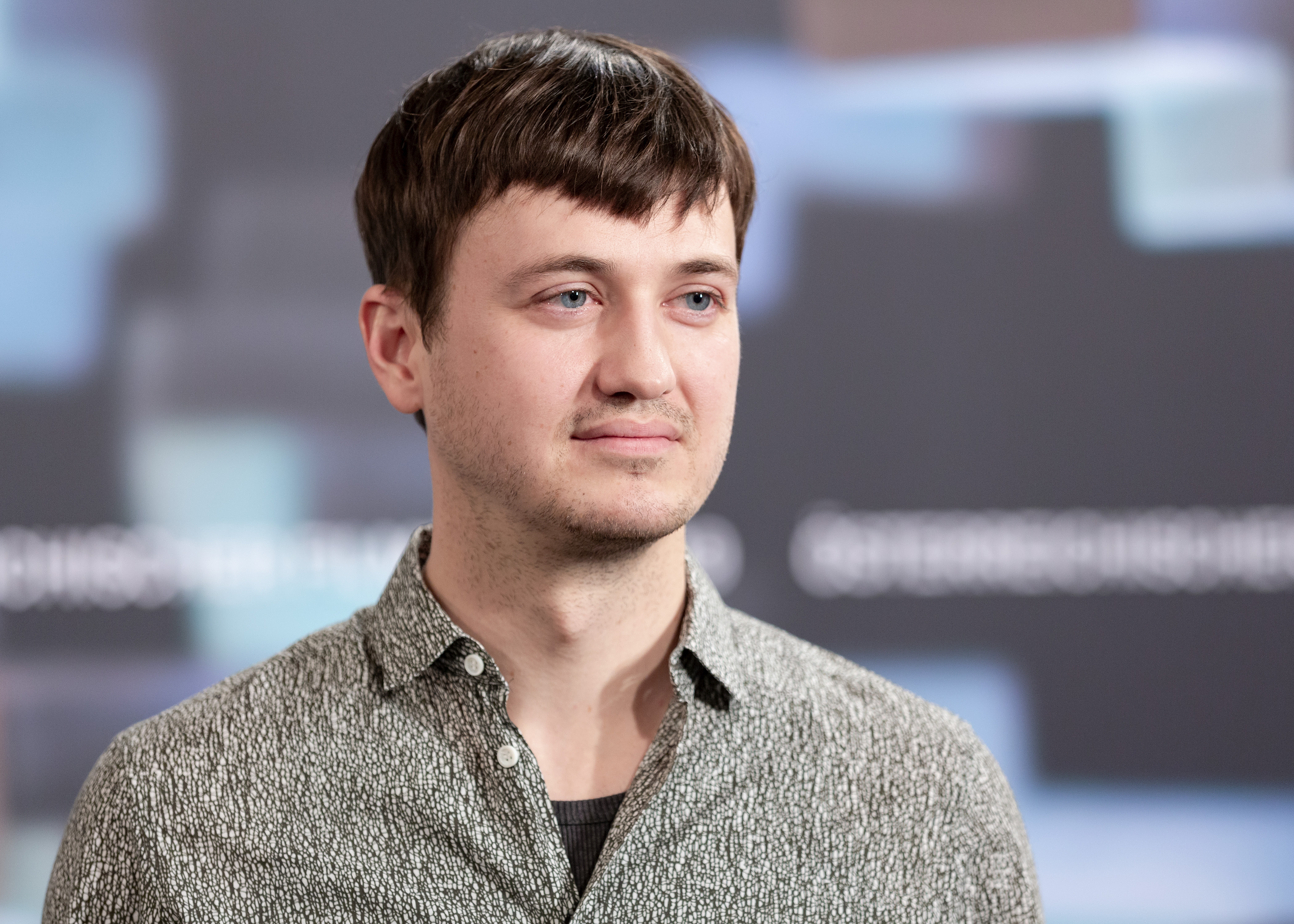
Tongestaltung: Hjalti Bager-Jonathansson

Die Dreharbeiten fanden von 8. Juli bis 23. September 2016 statt, unter anderem in der österreichischen Landeshauptstadt Wien. Zu den Drehorten in Niederösterreich, wo man im September 2016 drehte, zählen ein Bauernhof in Gablitz und ein Haus in Pressbaum, beide Gemeinden grenzen an die Gemeinde Purkersdorf an. In Pressbaum wählte man ein modernes Haus, das nahezu fertig gebaut war, als Matis Elternhauses. Zur Wahl der Drehorte in Niederösterreich erklärt Mückstein: „Orte strahlen auch zwischen den Zeilen etwas aus, man spürt, ob es in der Nähe einer Stadt oder ganz weit weg ist. Hier war es wichtig die Ausläufe des Speckgürtels zu erzählen, wo die Jugendlichen zwar eine Ahnung von der Stadt haben aber nicht regelmäßig dorthin kommen wo man viele neue Einflüsse hat.“

### Marketing und Veröffentlichung
Anfang Februar 2018 wurde ein erster Trailer zum Film vorgestellt. Die Premiere erfolgte am 18. Februar 2018 im Rahmen der Berlinale, wo der Film in die Sektion Panorama eingeladen und zudem im Rahmen des Teddy Awards, einem eigenen Wettbewerb, gezeigt wurde. Die Österreich-Premiere erfolgte auf der Diagonale, der österreichische Kinostart am 16. März 2018.
Der Film wurde im Oktober 2018 im Rahmen der Edition österreichischer Film von Hoanzl und dem Standard auf DVD veröffentlicht.

## Auszeichnungen
- Berlinale 2018 – Panorama Publikumspreis – 3. Platz[15]
- Diagonale 2018 – Schauspielpreis für das gesamte Ensemble[16]
- Jerusalem Film Festival 2018 – Nominierung als Bester internationaler Film für den FIPRESCI Prize (Katharina Mückstein)[17]
- Österreichischer Filmpreis 2019
  - Nominierung als Bester Spielfilm
  - Nominierung als Beste Darstellerin (Sophie Stockinger)
  - Nominierung für die Beste Kamera (Michael Schindegger)
  - Auszeichnung für die Beste Musik (Bernhard Fleischmann)
  - Nominierung für den Besten Schnitt (Natalie Schwager)
  - Nominierung für die Beste Tongestaltung (Hjalti Bager-Jonathansson)
- Palm Springs International Film Festival 2019 – Nominierung für den New Voices/New Visions Grand Jury Prize (Katharina Mückstein)
- Zurich Film Festival 2018 – Goldenes Auge für den besten Film im Wettbewerb Fokus: Schweiz, Deutschland, Österreich
- Prix Europa 2020 – Nominierung in der Kategorie TV Fiction[18]